# Kunasjir
Kunasjir (russisk: Кунашир, tr. Kunasjir; japansk: 国 後 島, Kunashiri, fra ainu: "sort ø") er den sydligste ø i Kurilerne i Sakhalin oblast i det østligste Rusland. Øen tilhørsforhold til Rusland er bestridt af Japan.

## Geografi
Øen ligger mellem stræderne Kunasjirskij, Katharina, Izmeny og Sydlige Kuril. Kunasjir er synlig fra den nærliggende japanske ø Hokkaido. Øerne er adskilt af Kunasjirskij strædet.
Øen har et areal på 1.490 km², er 123 km lang og 4 til 30 km bred.
Kunasjirøen er dannet af fire vulkaner, der var selvstændige øer, før de blev til en samlet ø med søer, lavtliggende områder og varme kilder. Alle vulkanerne på øen, Tjatja (1819 m), Ruruj (1485 m), Mendelejeva (888 m) og Golovnina (543 m), er stadig aktive.
Øen består af vulkanske og krystallinske bjergarter. Klimaet er monsunlignende. Vegetation består hovedsageligt af gran, fyr og blandet løvskov med lianer og kurilsk bambuskrat. Bjergene er dækket med birk og sibirisk dværgfyr, urter eller er nøgen klippe.
Der blev fundet trækerner af århundrede gamle egetræer (Quercus crispula) i juli 2001 på Kunasjir øen.
Det vigtigste erhverv på øen er fiskeri og fiskeindustrien. Det administrative center og den største bosættelse på øen er Juzjno-Kurilsk, der er havneby. Administrativt hører øen til Sakhalin oblast.

## Historie
I 1789 var Kunasjir skueplads for Menasji-Kunasjir-oprøret, hvor ainuerne gjorde oprør mod japanske handelsfolk og kolonister.
Den russiske søofficer Vasilij Golovnin forsøgte at kortlægge og udforske øen i 1819, men blev anholdt af japanske myndigheder og blev, sammen med  to andre officerer og fire søfolk, fængslet i to år.
Ved fredslutningen efter Anden Verdenskrig i 1945 tilfaldt Kunasjir Sovjetunionen. Siden 1991 har øen været en del af Rusland.